# Oscar-Norich-Stadion
Das Oscar-Norich-Stadion (englisch Oscar Norich Stadium) ist ein Fußballstadion in Tsumeb, Namibia und unter anderem Vereinsstadion der Fußballvereine Chief Santos und Benfica FC. Es wurde nach Oscar Norich benannt. Das Stadion fasst rund 1500 Zuschauer.